# An Hyo-yeon
An Hyo-yeon est un footballeur international sud-coréen né le 16 avril 1978.